# Fundamentalism religios
Fundamentalismul, în sens larg, se referă la un curent religios, care are ca scop respectarea strictă a rădăcinilor unei religii sau ideologii. În sens restrâns, se referă la mișcarea conservatoare care a apărut în protestantismul nord-american.  Progresul economic însoțit de modificarea condițiilor de viață a produs transformări importante în societățiile europene, curentele moderniste creând în interiorul diverselor biserici adevărate  confruntări cu adepții continuării tradițiilor.
Termenul de fundamentalism religios este folosit pentru a descrie un fenomen existent în majoritatea religiilor axându-se pe trăsături comune: întoarcerea la valorile tradiționale, nevoia consolidării identității religioase, practici discriminatorii la adresa femeilor.
Fundamentaliștii cred că în cărțile lor sacre se găsește adevarul suprem, pe care refuză să îl interpreteze, considerând practicile lor tradiționale și doctrinele etern valabile. Confruntate cu modernitatea, aceste concepții determină reacții diferite, potrivit tradițiilor fiecărei religii. Fundamentaliștii pot fi sau nu ostili față de alte religii, însă cea mai mare nemulțumire a lor este îndreptată împotriva tuturor celor care încearcă modificarea unor aspecte ale propriei religii.
Creștinismul cunoaște manifestările fundamentalismului la neoprotestanții americani care mizează pe întoarcerea la studiul literal al Bibliei, o viață comunitară intensă și o evanghelizare militantă. Pătrunzând în Europa Occidentală, în perioada postbelică, aceste mișcări au afectat bisericile protestante tradiționale, precum și Biserica Catolică. Sunt respinse structurile instituționale prea puternice, preferându-se exprimarea în grupuri restrânse în care sunt apărate idei bazate pe o lectură fundamentalistă a Bibliei.
În ceea ce privește Biserica Catolică, disputa dintre curentul liberal și curentul conservator a apărut în legătură cu statutul bisericii în cadrul statului, superioritatea papei și a magisterului. Conservatorii îi acuză pe liberali că sunt groparii biserici și se opun modificărilor de conținut ale catolicismului, precum și în ceea ce privește morala și disciplina ecleziastică. Pentru aceștia, autoritatea Sfântului Scaun este de necontestat. La nivelul Bisericii Catolice, între anii 1962-1965 a avut loc Conciliul Vatican II, în urma căruia biserica a fost supusă unui proces de adaptare la lumea modernă (agiornamento). Adepții integralismului s-au opus acestui proces, fapt care a dus la schisma episcopului Lefebvre, care a dus la crearea Societății Sf. Pius al X-lea.
Religia islamică a cunoscut o adevarată renaștere în secolul al XX-lea. Au existat și mișcări radicale care au cerut întoarcerea la valorile tradiționale. Pe de altă parte, în unele state islamice s-au afirmat mișcări laice, care au ajuns la putere în state precum Egipt sub Hosni Mubarak și Irak sub Saddam Hussein. Au existat și state arabe, unde au ajuns la putere regimuri fundamentaliste islamice: Libia (1969), Iran(1980).  
În iudaism curentul conservator (adică iudaismul ortodox) consideră că Torah (Legea) poate face față exigențelor lumii moderne, fără a se pune problema actualizării ei, în timp ce curentul liberal (adică iudaismul conservator și iudaismul reformat) dorește o adaptare mai amplă la realitățile lumii moderne.